# Seppo Rytkönen
Seppo Rytkönen, finländsk orienterare som tog brons i stafett vid VM 1981.